# Illacme plenipes
Illacme plenipes é um diplópode encontrado na região central do estado norte americano da Califórnia. O grupo ao qual faz parte também é conhecido como o grupo dos milípedes (mil pés). Illacme plenipes se aproxima desse nome, com 750 pés. Sendo uma espécie raríssima, foi avistada pela primeira vez em 1926, no Condado de San Benito, na Califórnia. Tem cerca de 7,5 milímetros de comprimento, de cor preto-acastanhado e são animais de locomoção vagarosa e nutrição herbívora. Seu corpo é cilíndrico, possuindo um par de antenas e também um par de patas locomotoras por segmento corporal (que varia de 20 a 100). Seu sistema respiratório é traqueal, com reprodução sexuada e fecundação interna e externa.